# 苗秀
苗秀（1982年5月—），辽宁锦县人，汉族，中国共产党党员。中华人民共和国政治人物、第十三届全国人民代表大会黑龙江地区代表。
2018年2月24日，当选为第十三届全国人大代表。